# 許肇清
許肇清（1856年—1900年）， 字濂舫，台灣彰化鹿港人，肇清為光緒八年（1882）壬午科武舉人、二十年（1894）甲午恩科武進士，為台灣末代武進士。是年中日戰爭，清廷戰敗，遂割臺澎予日。翌年日軍侵臺，肇清率鹿港義軍赴敵，比至山麓而義軍已失敗傾覆。知大勢已去，難以有為，乃撤返鹿港。隨即攜眷內渡。五年後卒於晉江縣故里，年四十五。